# Charles L. Kane
Charles L. Kane (né le 12 janvier 1963) est un physicien théoricien de la matière condensée et est le professeur émérite Christopher H. Browne de physique à l'université de Pennsylvanie.

## Biographie
Il obtient un BS en physique à l'université de Chicago en 1985 et son doctorat au Massachusetts Institute of Technology en 1989. Avant de rejoindre la faculté de l'université de Pennsylvanie, il est associé postdoctoral au Thomas J. Watson Research Center d'IBM, travaillant avec son mentor Matthew Fisher, entre autres.
Kane est connu pour avoir prédit théoriquement l'effet Hall de spin quantique (à l'origine dans le graphène) et ce qui est plus tard connu sous le nom d'isolants topologiques,.
Il reçoit le prix Dirac 2012, avec Shoucheng Zhang (en) et Duncan Haldane, pour leurs travaux révolutionnaires sur les isolants topologiques bidimensionnels et tridimensionnels,. Dans la même année, il est également choisi pour la classe inaugurale de Mathématiques de la Fondation Simons en Sciences Physiques,. Il partage également l'un des prix Physics Frontiers en 2013 avec Laurens Molenkamp et Shoucheng Zhang pour leurs travaux sur les isolants topologiques. En 2018, il partage le prix Frontiers of Knowledge avec Eugene Mele. En 2019, il reçoit le prix de physique fondamentale avec Eugene Mele, professeur à l'université de Pennsylvanie, encore une fois pour ses travaux sur les isolants topologiques.